# Casa de las Tejas

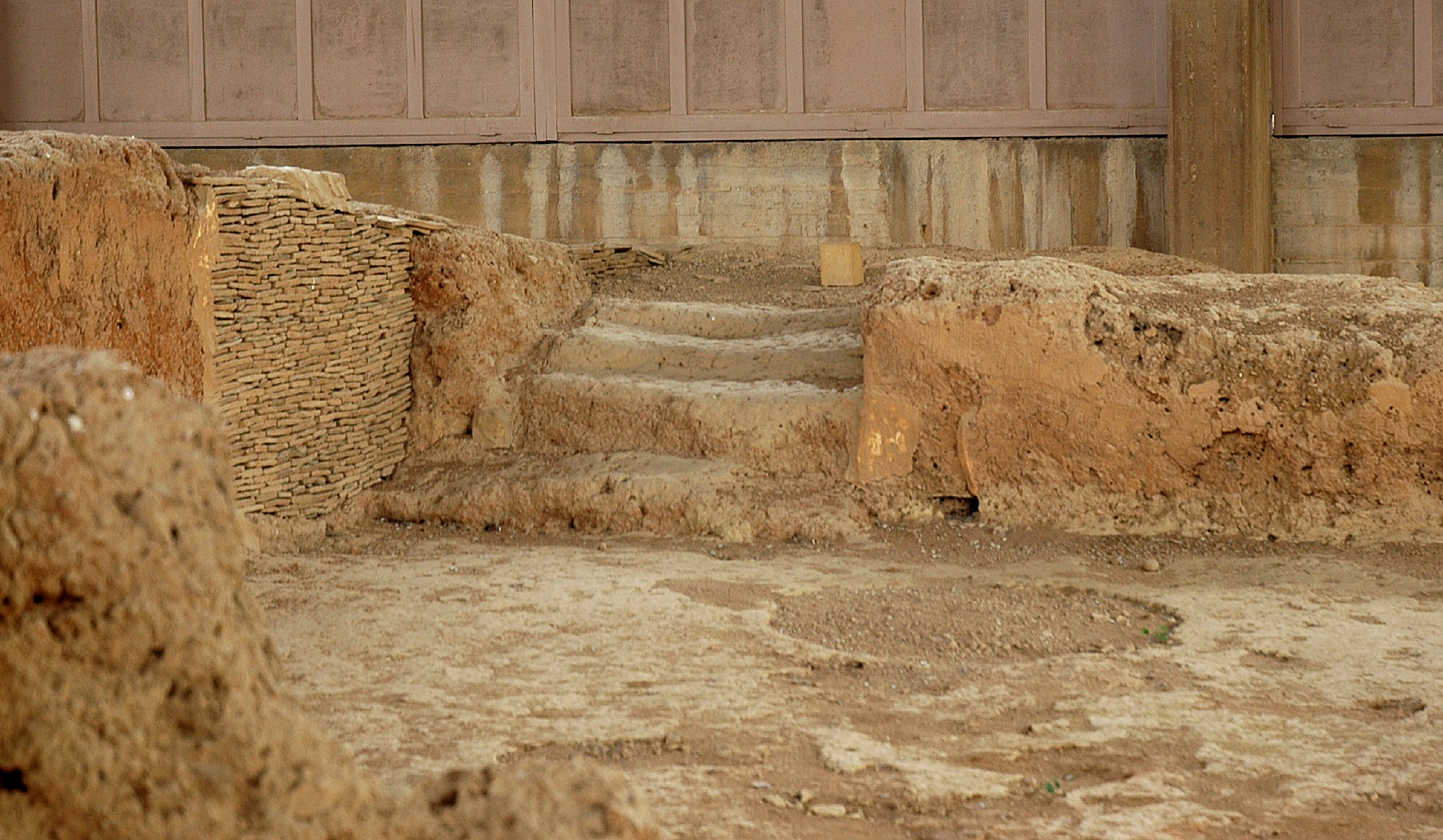
Restos de la escalera de la Casa de las Tejas en Lerna.

La Casa de los Tejas es un edificio rectangular monumental de la Edad del Bronce Antiguo, descubierta en 1952 en el yacimiento arqueológico de Lerna, en la Argólida, al sur de la Grecia continental. Es importante por varias características arquitectónicas, avanzadas para su época, sobre todo por su techo cubierto con tejas de arcilla cocidas, que dio nombre al edificio.
La estructura data del período heládico inicial II (2500-2300 a. C.). A veces se ha considerado que fuese la vivienda de un miembro de élite de la comunidad, un protopalacio o un centro administrativo. De forma alternativa, también se ha sugerido que fuese una estructura comunitaria, es decir, propiedad común de la gente del pueblo. Su función exacta no se ha podido conocer por no haberse hallado ningún elemento que indicara su utilización específica. En cualquier caso, es considerada uno de los precedentes del palacio micénico.   
El edificio pertenece al tipo de "casa de corredor", consta de dos pisos con escalera interior. La planta superior probablemente tuviera al menos dos habitaciones y estaba cubierta por un tejado inclinado de tejas. Sus paredes estaban construidas con ladrillos de arcilla secados al sol, sobre zócalos de piedra. Los escombros encontrados en el lugar contenían miles de tejas de terracota que habrían acabado cayendo desde el techo. Si bien es cierto que se han encontrado posteriormente otras cubiertas similares posteriormente como en el sitio heládico inicial de Akovitika en Mesenia o en las ciudades micénicas de Gla y Midea, es cierto que su utilización sólo se haría común en la arquitectura griega en el siglo VII a. C.
El carbono-14 ha datado que el lugar fue finalmente destruido por un incendio en el siglo XXII a. C. Poco después de su destrucción, sobre los escombros, se fue formando  como únicos restos visibles, un túmulo bajo.